# Нижнепаунинская
Нижнепаунинская — деревня в Тарногском районе Вологодской области.
Входит в состав Спасского сельского поселения, с точки зрения административно-территориального деления — в Верхнеспасский сельсовет.
Расстояние по автодороге до районного центра Тарногского Городка — 19 км, до центра муниципального образования Никифоровской — 12 км. Ближайшие населённые пункты — Верхнепаунинская, Лыгинская, Филимоновская, Якурино.
По переписи 2002 года население — 112 человек (47 мужчин, 65 женщин). Преобладающая национальность — русские (98 %).